# Церковь Мальми
Церковь Мальми (фин. Malmin kirkko) — лютеранская приходская церковь в районе Мальми в Хельсинки, спроектированная известным финским архитектором Кристианом Гуллихсеном.

## Архитектура
Церковный зал вмещает 300 человек, но благодаря особенностям проектирования его вместимость может быть увеличена до 800 человек за счёт приходского и концертного залов. Здание построено из красного кирпича. Пол, кафедра и алтарное возвышение выполнены из талькомагнезита из Нунналахти, потолок обшит сосновыми панелями, а скамьи изготовлены из орегонской сосны. Алтарь и основание купели для крещения сделаны из лапландского мрамора.

## История
На этом участке в 1880-е годы располагалась элегантная деревянная Грассхоффская вилла, в которой с 1896 по 1952 год располагалось коммунальное самоуправление, отсюда и шведоязычное название улицы Kommunalvägen. В 1952 году вилла была продана местной общине, которая в 1953 году освятила здание и использовала как церковь до 1980 года, когда его снесли, чтобы освободить место для новой церкви, спроектированной Кристианом Гуллихсеном в 1981 году. Церковь была освящена епископом Аймо Т. Николайненом 13 сентября 1981 года. 
В 2023—2025 годах в здании церкви проведён капитальный ремонт, предусматривавший устранение повреждений, вызванных влагой, обновление инженерных систем, замену кирпичной облицовки стен и улучшение их вентиляции. Реконструкция включает также расширение возможности трансформации церковных помещений (например, выделение небольших зон для общения) и замену части стационарных скамеек отдельно стоящими стульями.

## Галерея

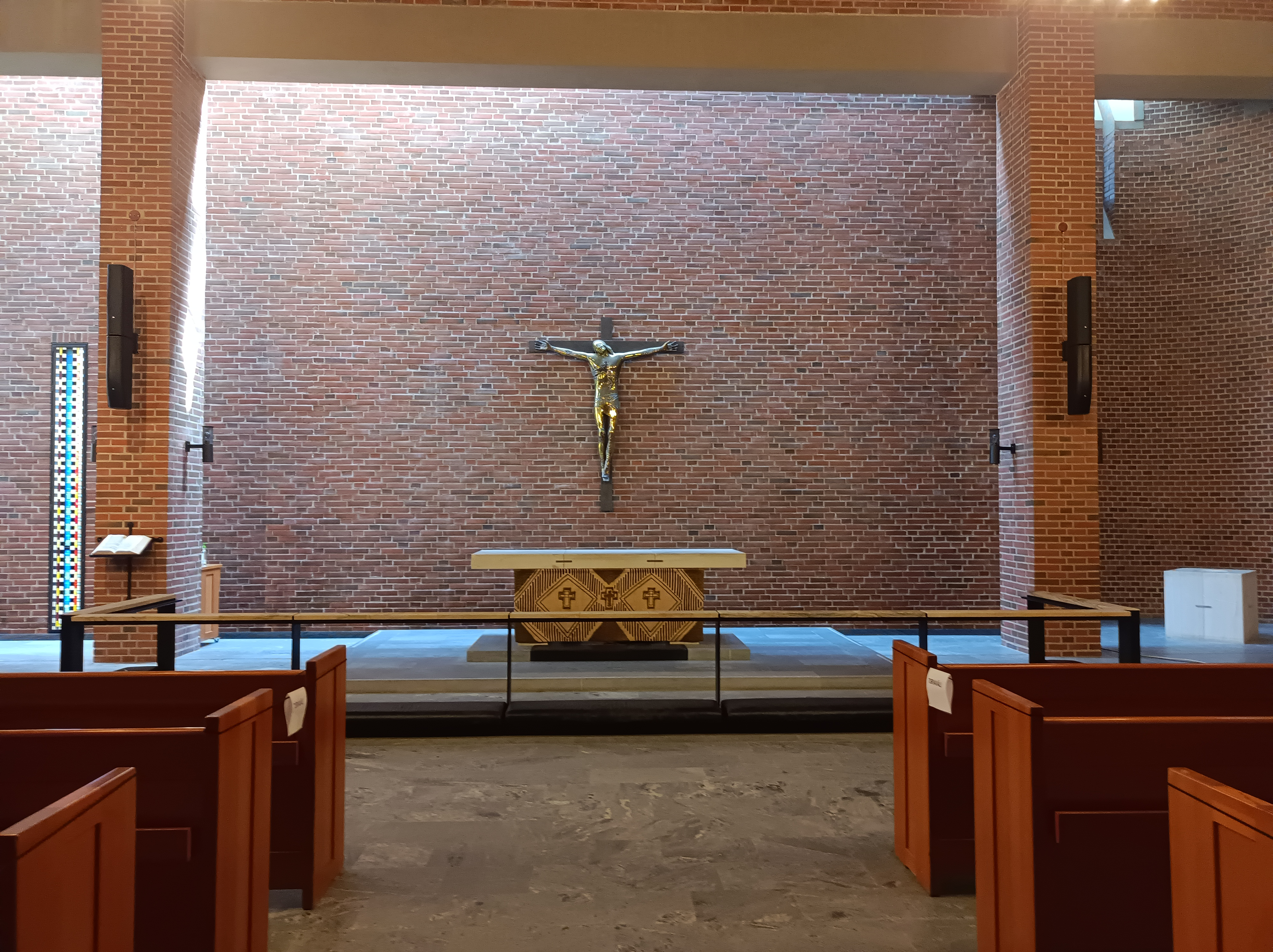
Вид на алтарь
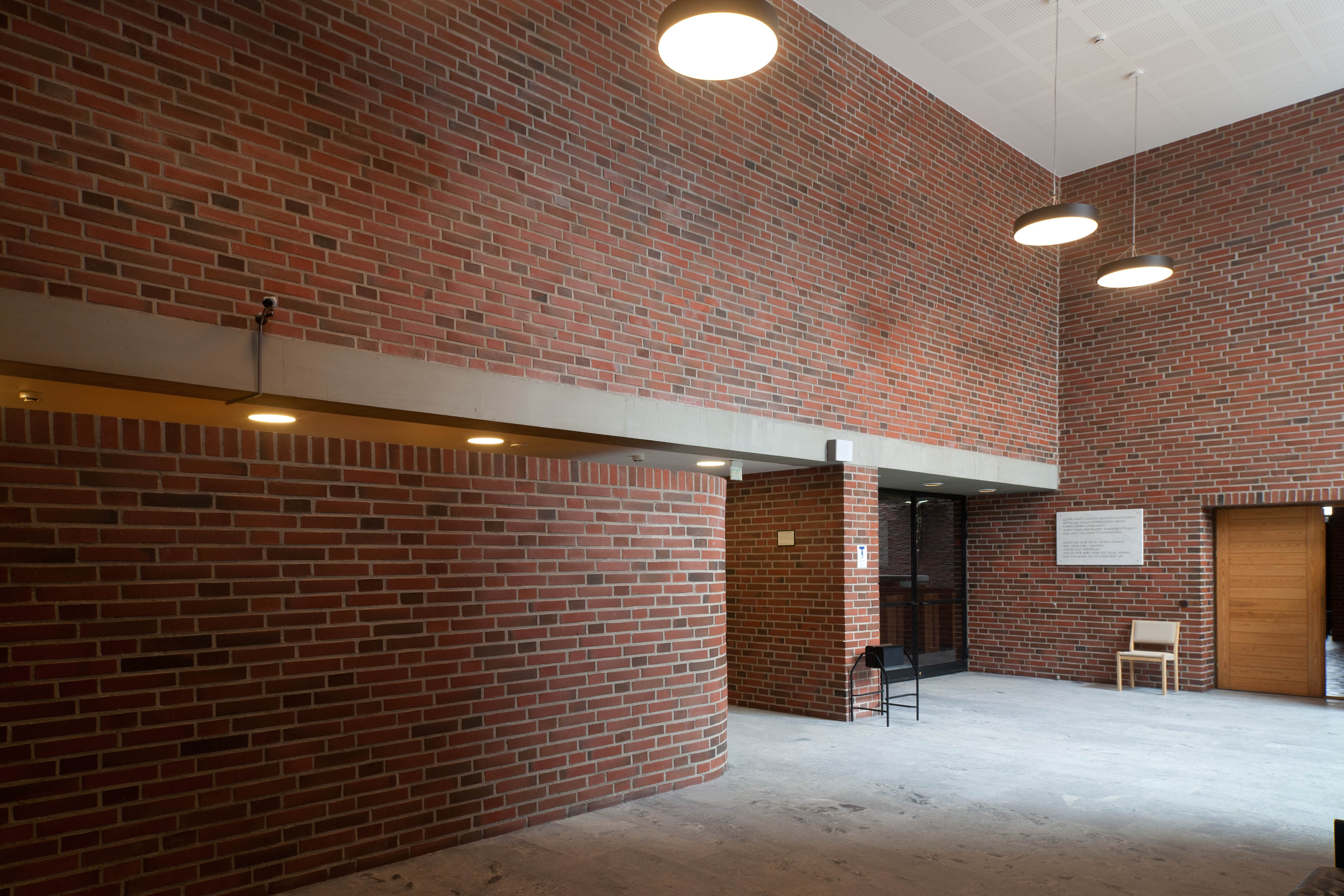
Церковный притвор
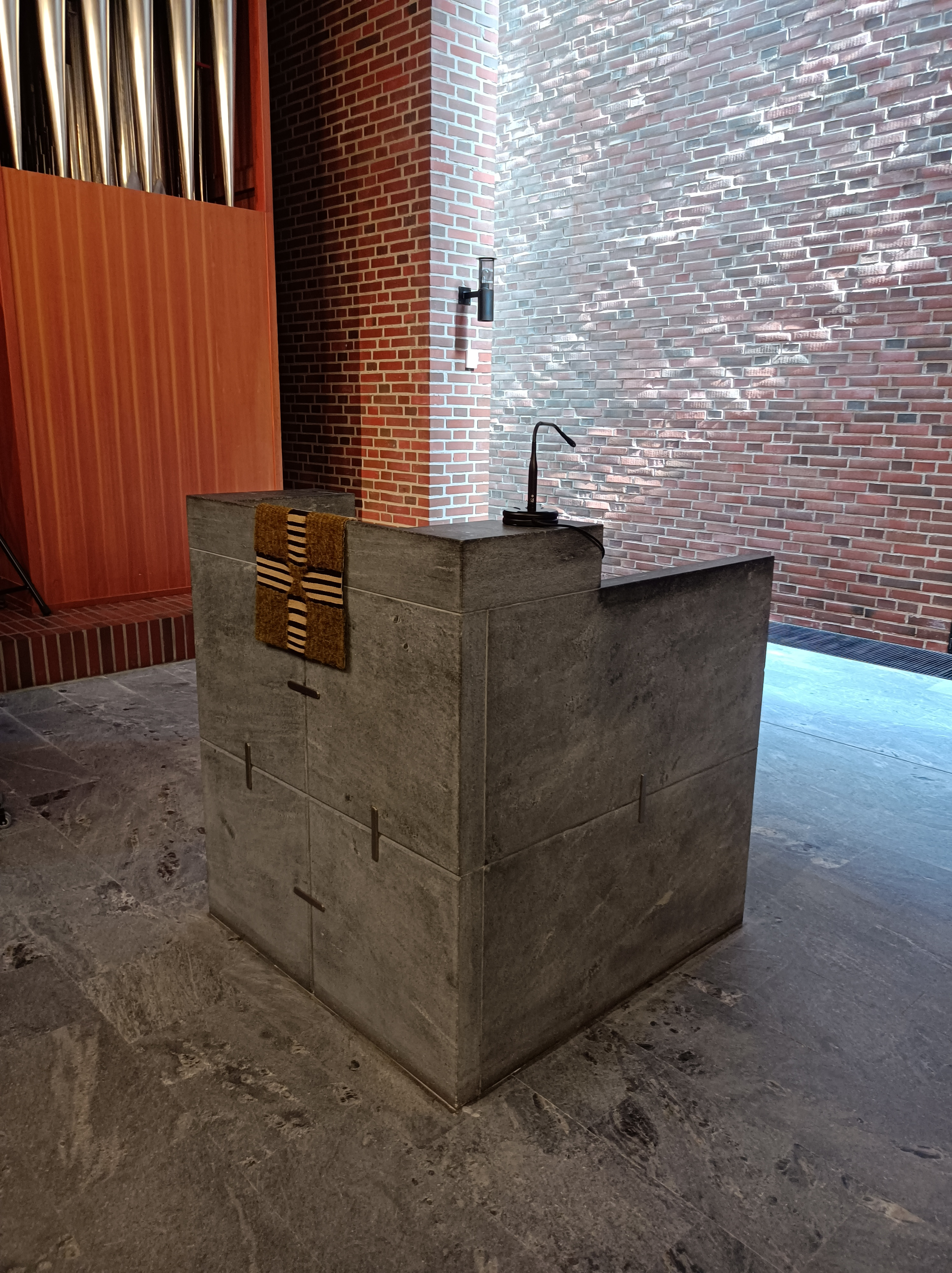
Проповедническая кафедра
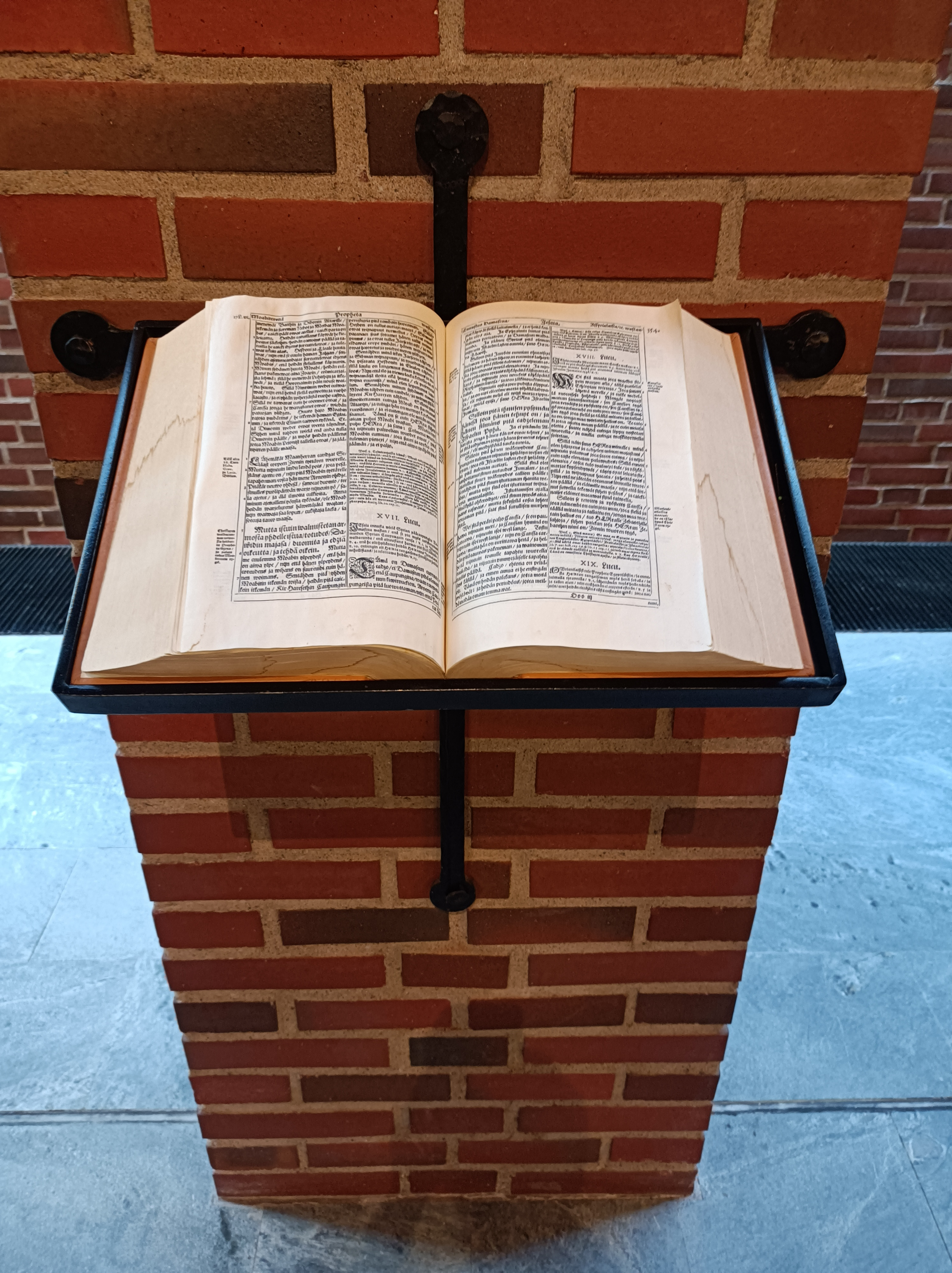
Библия на аналое
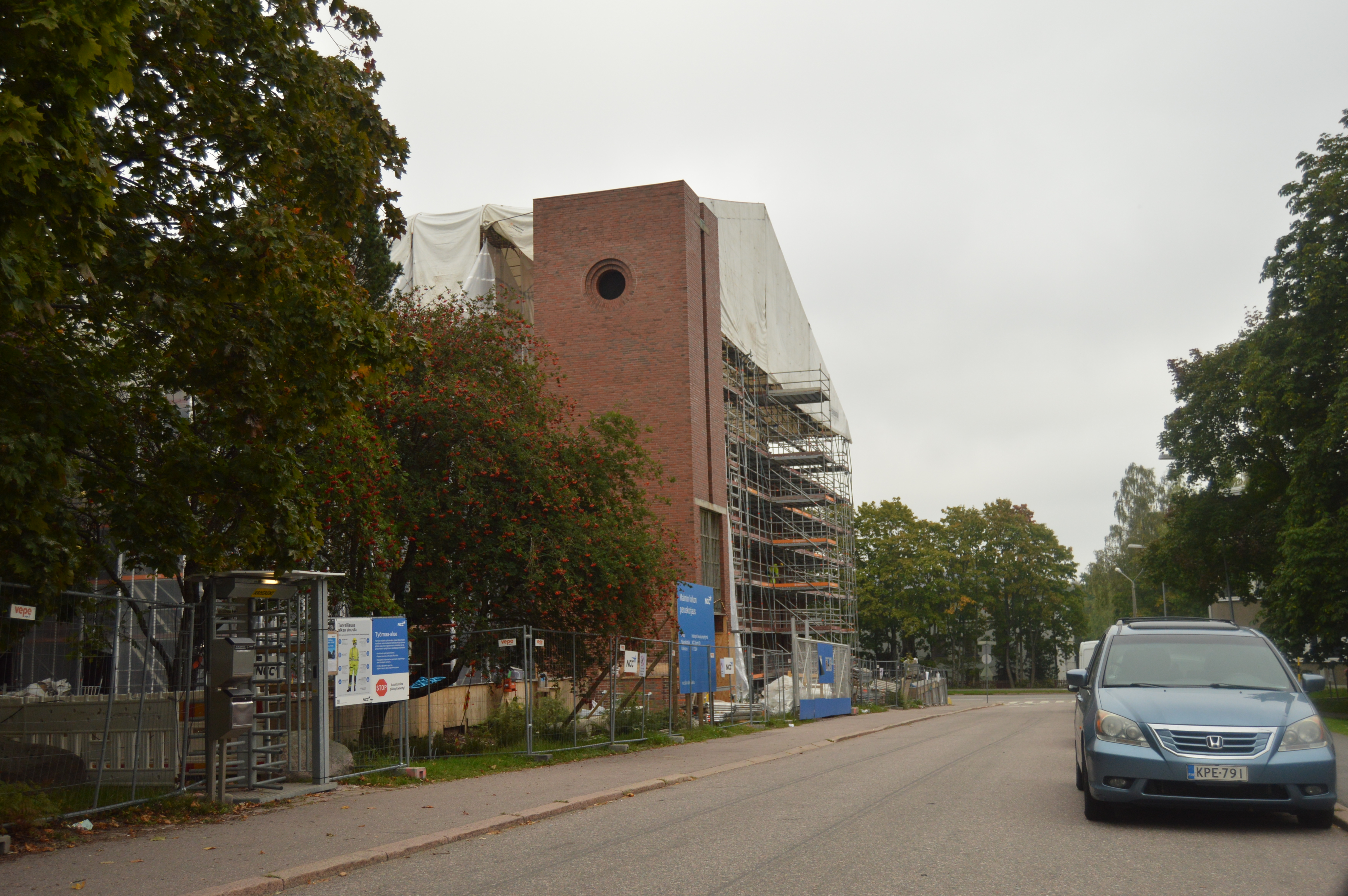
Ремонт в церкви Мальми (2023)
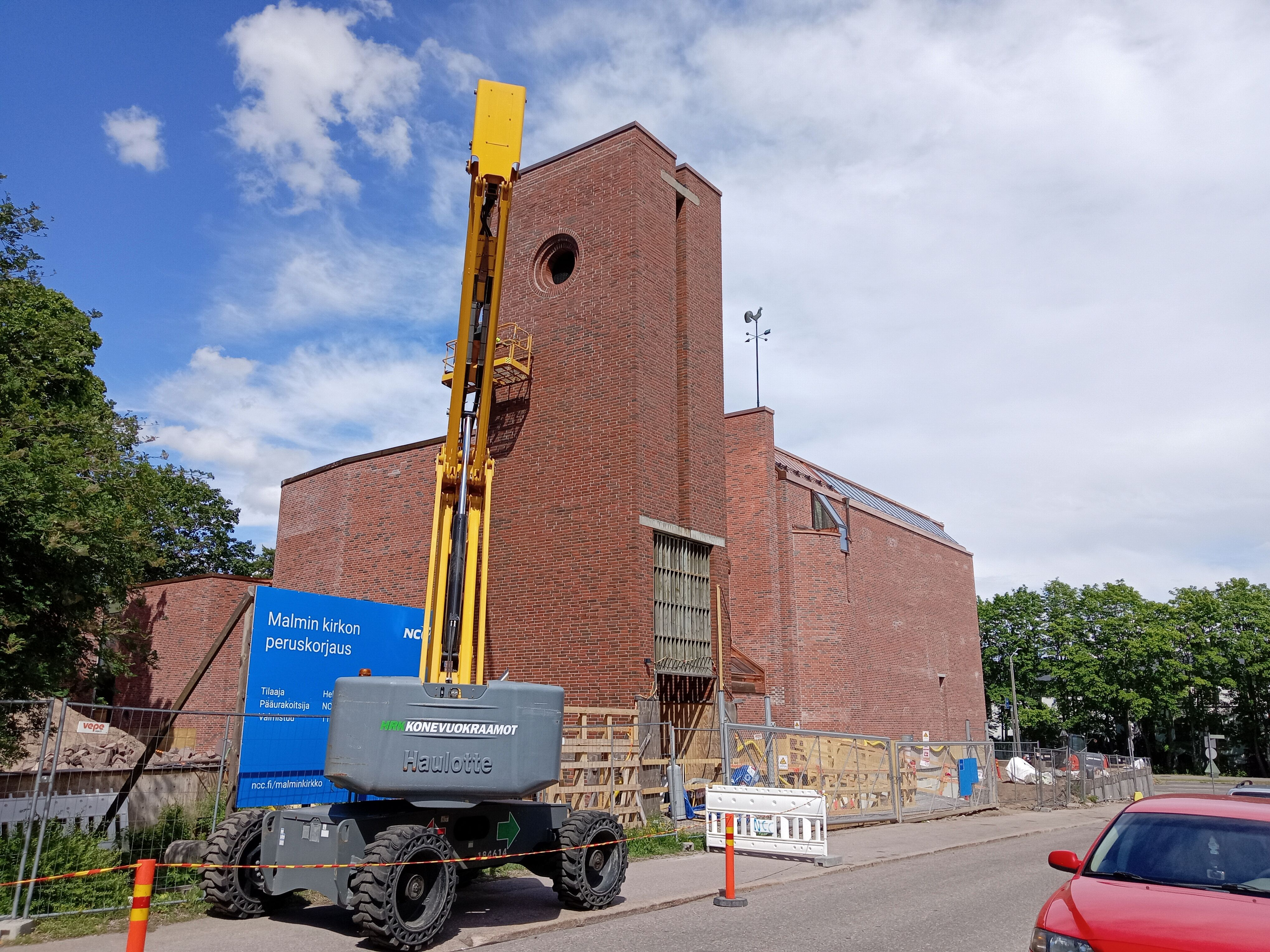
Ремонт внешних стен (2024)